# Several Species of Small Furry Animals Gathered Together in a Cave and Grooving with a Pict
«Several Species of Small Furry Animals Gathered Together in a Cave and Grooving with a Pict» (с англ. — «Несколько видов маленьких пушных зверьков, собравшихся вместе в пещере и балдеющих с пиктом») — экспериментальная звуковая пьеса британской рок-группы Pink Floyd с альбома 1969 года Ummagumma, написанная Роджером Уотерсом. Представлена на диске со студийными записями на первой стороне LP третьим по счёту треком после песни «Grantchester Meadows».
Помимо издания на альбоме Ummagumma, композиция «Several Species of Small Furry Animals Gathered Together in a Cave and Grooving with a Pict» также вошла в сборник 1983 года Works.

## О композиции
При создании композиции «Several Species of Small Furry Animals Gathered Together in a Cave and Grooving with a Pict» были использованы различные магнитофонные записи, проигрываемые с разной скоростью и в разных направлениях. Энди Маббетт, редактор журнала The Amazing Pudding и автор ряда книг о Pink Floyd, утверждает, что, проигрывая виниловый диск с записью «Several Species of Small Furry Animals Gathered Together in a Cave and Grooving with a Pict» в обратную сторону на определённой скорости, можно услышать разного рода фразы типа «Принесите обратно мою гитару», «Это было достаточно авангардно, не правда ли?», декламирование стихов с шотландским акцентом или же еле различимое слово «спасибо» в левом канале, а также такие необычные звуки, как барабанная дробь ладонями по столу и тому подобное.
В конце пьесы звучит речитатив, произносимый Роджером Уотерсом с псевдошотландским акцентом. Слова речитатива связаны со средневековыми реалиями — они передают рассказ о ратном подвиге. В названии композиции упоминается пикт — представитель древнего населения Шотландии, ассимилированного к IX веку кельтскими племенами скоттов. Упоминаемое в речитативе имя Фингал встречается также в неизданной песне Pink Floyd под названием «Fingal’s Cave».
Некоторые исследователи творчества Pink Floyd считают, что финальный речитатив композиции заимствован из произведений шотландского поэта и драматурга Уильяма Макгонаголла.
Рон Гисин записал пародию на композицию «Several Species of Small Furry Animals Gathered Together in a Cave and Grooving with a Pict» под названием «To Roger Waters Wherever You Are» («Роджеру Уотерсу — где бы ты ни был»), изданную на альбоме As He Stands. Ник Мейсон, ударник Pink Floyd, связывал создание «Several Species of Small Furry Animals Gathered Together in a Cave and Grooving with a Pict» со знакомством и растущей дружбой Роджера Уотерса и Рона Гисина. Рону Гисину нередко приписывается участие в записи композиции Роджера Уотерса, в числе прочего считается, что он был исполнителем речитатива в финале, в то же время Энди Маббетт утверждает, что Рон Гисин в записи «Several Species of Small Furry Animals Gathered Together in a Cave and Grooving with a Pict» не принимал участия:

Меня часто спрашивают, а не моих ли рук это дело, в то время я готовил много радиопрограмм для Джона Пила, выделывая и не такое. Мой выбор мог, конечно, зацепить Роджера, но это было случайное совпадение. Так уж получилось, что у нас обоих отцы — шотландцы, а матери — англичанки.
— Рон Гисин
По мнению Николаса Шэффнера, автора книги «Блюдце, полное чудес. Одиссея Pink Floyd», композиция «Several Species of Small Furry Animals Gathered Together in a Cave and Grooving with a Pict» вызывает ассоциации с песней The Beatles «Good Morning Good Morning».
На концертах «Several Species of Small Furry Animals Gathered Together in a Cave and Grooving with a Pict» никогда не исполнялась, исключение составляет речитатив, имитирующий древнюю шотландскую речь, который иногда включался в удлинённую концертную версию песни «Embryo».

## Участник записи
- Роджер Уотерс — вокал, декламация, звуковые эффекты.